# Stephen Ameyu Martin Mulla
Stephen Ameyu Martin Mulla (Ido, 10. siječnja 1964.) južnosudanski je katolički prelat koji služi kao nadbiskup Jube od 2020. godine.
Papa Franjo je 9. srpnja 2023. najavio da ga planira imenovati kardinalom na konzistoriju zakazanom za 30. rujna. Na tom konzistoriju imenovan je kardinalom-svećenikom crkve Santa Gemma Galgani a Monte Sacro.